# Elden Henson
Elden Ryan Ratliff (Rockville, Maryland, 30 de agosto de 1977), más conocido como Elden Henson, es un actor estadounidense, famoso por sus papeles como Foggy Nelson, el mejor amigo de Matt Murdock, en la serie de Marvel Daredevil; Lenny Kagan en El efecto mariposa, Fulton Reed en la trilogía de The Mighty Ducks, con Emilio Estévez, y como Pollux en Los juegos del hambre: sinsajo - Parte 1 y Parte 2.

## Primeros años
Elden Ryan Ratliff nació el 30 de agosto de 1977 en Rockville, Maryland, hijo de una fotógrafa profesional. Sus hermanos son los actores Garette Ratliff Henson (quien actuó en las películas de The Mighty Ducks junto con Elden) y Erick Ratliff (quien, como Elden, apareció en Elvis & Me). Henson también tiene un medio-hermano menor, Ellington Ratliff, quien es el batería de la banda de pop rock R5. El padre de Elden, George Ratliff, era un actor, y su madre llevaba a sus hijos de niños para audiciones de comerciales. Vivieron varios años en Weehawken, Nueva Jersey, donde asistió a la escuela Gary Golombek High School hasta que ésta cerró.
Luego, Henson asistió al Emerson College, en la ciudad de Boston.

## Carrera
Entre 1992 y 1996, Henson interpretó el papel de Fulton Reed en las tres películas de la trilogía de The Mighty Ducks: The Mighty Ducks (1992), D2: The Mighty Ducks (1994) y D3: The Mighty Ducks (1996). Luego dijo en una entrevista a TV Guide que le debe «un montón en su carrera» a esas películas. Y también afirmó al respecto: «Lo que es gracioso es que aún, y más que nada, me reconocen por The Mighty Ducks. Me encanta. Cuando era más joven, me avergonzaba. Mientras crecía, practicaba deportes y si estaba jugando al béisbol, a veces el otro equipo hacía ruidos de patos dirigidos a mí y esas cosas. Me encantan esas películas. Creo que estas cosas pasan una vez en la vida y experimentarlas como un chico, y como un adulto, me hace sentir muy afortunado».
En abril de 2015, Henson fue seleccionado para interpretar el papel de Foggy Nelson en la serie web de Netflix Daredevil. Sobre su elección para el rol del mejor amigo de Matt Murdock, Henson dijo que: «Me emocioné mucho cuando me llegaron los guiones y pude leer que Foggy no es solo el compinche inútil. No es solo un personaje cómico. Quiero decir, es un poco de esas cosas. Sí es gracioso, pero era emocionante saber que todos estos otros personajes tendrían su camino y sus propios problemas con los cuales lidiar».

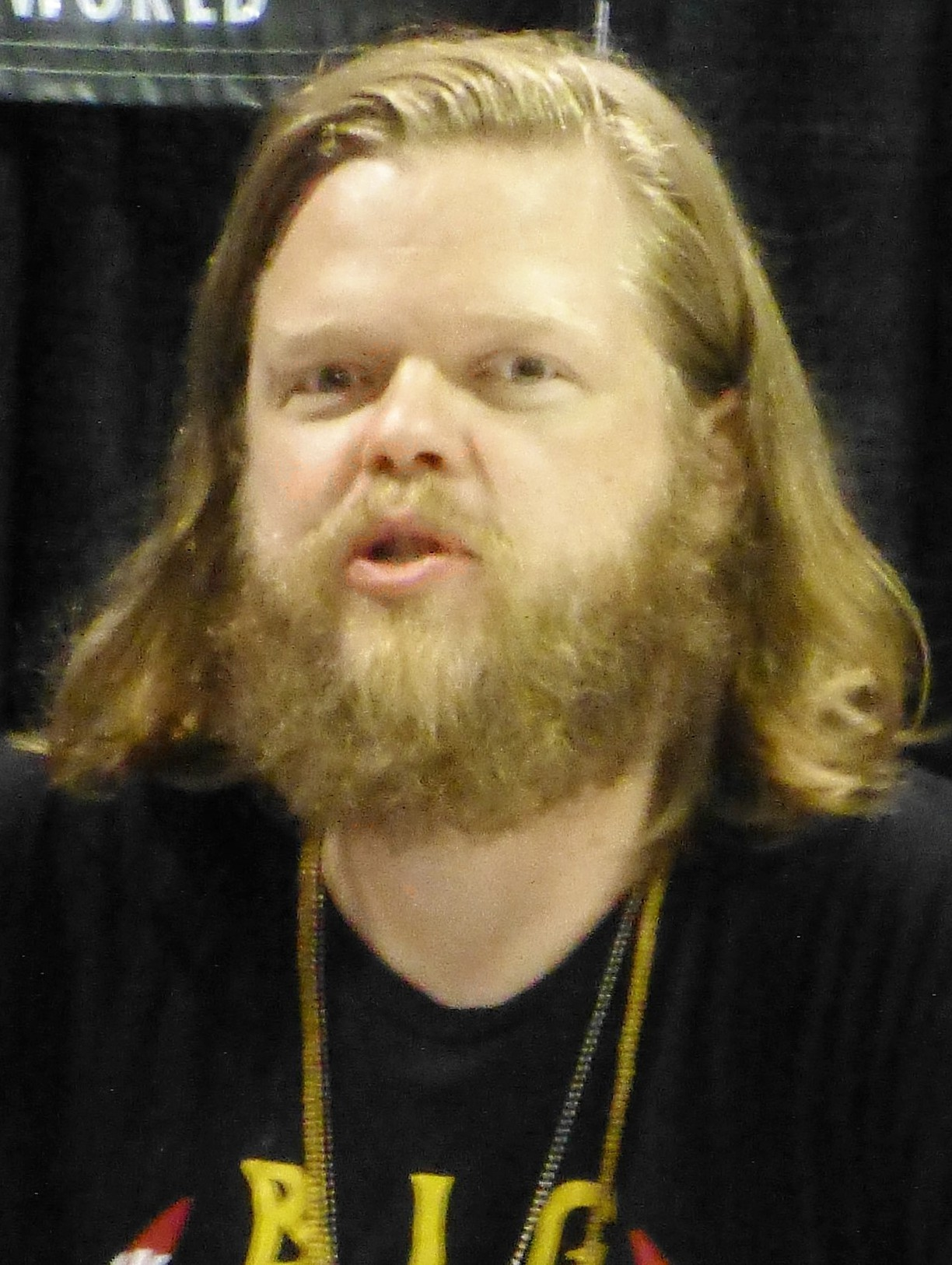
Henson en Chicago en 2016.

Henson repetirá su papel como Foggy Nelson en la miniserie crossover de Netflix The Defenders, que se estrenó el 18 de agosto de 2017.

## Filmografía

### Cine
| Año  | Título                                             | Rol                       | Notas        |
| ---- | -------------------------------------------------- | ------------------------- | ------------ |
| 1987 | Tiburón, la venganza                               | Voces adicionales         | Cortometraje |
| 1988 | Elvis & Me                                         | Don Beaulieu (10 años)    |              |
| 1989 | Turner & Hooch                                     | Eric Boyett               |              |
| 1990 | Marilyn Hotchkiss' Ballroom Dancing & Charm School | Steve Mills               | Cortometraje |
| 1992 | Radio Flyer                                        | Fisher Friend #3          |              |
| 1992 | The Mighty Ducks                                   | Fulton Reed               |              |
| 1994 | D2: The Mighty Ducks                               | Fulton Reed               |              |
| 1996 | Jóvenes incomprendidas                             | Bobby                     |              |
| 1996 | D3: The Mighty Ducks                               | Fulton Reed               |              |
| 1998 | The Mighty                                         | Maxwell Kane              |              |
| 1999 | She's All That                                     | Jesse Jackson             |              |
| 1999 | El diablo metió la mano                            | Pnub                      |              |
| 1999 | A Gift of Love: The Daniel Huffman Story           | Daniel Huffman            |              |
| 2000 | Náufrago                                           | Elden Madden              |              |
| 2001 | Manic                                              | Michael                   |              |
| 2001 | O                                                  | Roger Rodríguez           |              |
| 2002 | Pack of Dogs                                       | Sheep                     |              |
| 2002 | Cheats                                             | Sammy Green               |              |
| 2003 | Dumb and Dumberer: When Harry Met Lloyd            | Turk                      |              |
| 2003 | The Battle of Shaker Heights                       | Bart Bowland              |              |
| 2003 | Bajo el sol de la Toscana                          | Autor                     |              |
| 2003 | Evil Alien Conquerors                              | Ron                       |              |
| 2004 | El efecto mariposa                                 | Lenny Kagan (adulto)      |              |
| 2005 | Marilyn Hotchkiss' Ballroom Dancing & Charm School | Joven Steve Mills/Sampson |              |
| 2005 | The Amateurs                                       | Vendedor                  |              |
| 2005 | Los amos de Dogtown                                | Billy Z                   |              |
| 2006 | Déjà vu                                            | Gunnars                   |              |
| 2007 | Rise: Blood Hunter                                 | Taylor                    |              |
| 2008 | Not Since You                                      | Joey "Fudge" Fudgler      |              |
| 2009 | El dorado                                          | Gordon                    |              |
| 2013 | Jobs                                               | Andy Hertzfeld            |              |
| 2014 | Los juegos del hambre: sinsajo - Parte 1           | Pollux                    |              |
| 2015 | Los juegos del hambre: sinsajo - Parte 2           | Pollux                    |              |
| 2023 | Los asesinos de la luna                            | Duke Burkhart             |              |

### Televisión
| Año           | Título                            | Rol                     | Notas                                                      |
| ------------- | --------------------------------- | ----------------------- | ---------------------------------------------------------- |
| 1984          | 1st & Ten                         |                         | 1 episodio                                                 |
| 1984–1985     | As the World Turns                | Paul Ryan               | Acreditado como Elden Ratliff                              |
| 1985          | Amazing Stories                   | Freckle-Faced Boy       | Acreditado como Elden Ratliff                              |
| 1986          | Fame                              | Matthew                 | Invitado; acreditado Elden Ratliff                         |
| 1987          | Highway to Heaven                 | Alan Bailey             | Invitado; acreditado Elden Ratliff                         |
| 1993          | Saved by the Bell: The New Class  | Dirk                    | Invitado; acreditado Elden Ratliff                         |
| 1993          | The Ben Stiller Show              | Cub Scout               | Sin acreditar                                              |
| 2004          | Law & Order: Special Victims Unit | Will Caray              | Invitado                                                   |
| 2007          | Smith                             | Matthew Marley          | 4 episodios                                                |
| 2007          | ER                                | Fingerless Guy          | Invitado                                                   |
| 2007          | Private Practice                  | Damon                   | Invitado                                                   |
| 2009          | Psych                             | Clive                   | Invitado                                                   |
| 2009          | Grey's Anatomy                    | Matt                    | Invitado                                                   |
| 2014          | Intelligence                      | Amos Pembroke           | " Piloto " "Mei Chen returns" Técnico principal de Gabriel |
| 2015-2018     | Daredevil                         | Franklin "Foggy" Nelson | Personaje principal                                        |
| 2017          | Workaholics                       | Nipples                 | Invitado                                                   |
| 2017          | The Defenders                     | Franklin "Foggy" Nelson | Reparto principal; 5 episodios                             |
| 2018          | Jessica Jones                     | Franklin "Foggy" Nelson | Episodio: "AKA Sole Survivor"                              |
| 2018          | Luke Cage                         | Franklin "Foggy" Nelson | Episodio: "All Souled Out"                                 |
| 2021-2022     | The Mighty Ducks: Game Changers   | Fulton Reed             | 2 episodios                                                |
| 2025-presente | Daredevil: Born Again             | Franklin "Foggy" Nelson | Reparto principal; 3 episodios                             |
| 2025          | Criminal Minds: Evolution         | Clyde Smets             | Episodio: "The Zookeeper"                                  |